# The Church of the Lord (Aladura)
Die Church of the Lord (Abkürzung: C.L.(A)) – auch The Church of the Lord (Aladura) Worldwide (Abkürzung: TCLAW) – ist eine christliche Kirche, die 1930 von Josiah Olunowo Oshitelu in Ogere, (Nigeria) gegründet wurde. Sie ist aus der Aladura-Bewegung hervorgegangen und ist heute weltweit verbreitet, namentlich in Benin, Togo, Ghana, Liberia und Sierra Leone. Ihre Mitgliederzahl wird auf etwa 3,5 Millionen geschätzt. Die C.L.(A) unterhält ein eigenes theologisches Institut, das heute in die Lagos State University integriert ist.

## Kult und Glaubenspraxis
Das Wort Aladura ist der Yoruba-Sprache entnommen und bedeutet „Gebet“. Hierauf liegt der Schwerpunkt der Glaubenspraxis innerhalb der C.L.(A). Ausgedehnte Gebetssessionen bestimmen den Gottesdienst und auch das Alltagsleben der Anhänger der Kirche. Die C.L.(A) hat als eine der ersten unabhängigen westafrikanischen Kirchen typisch afrikanische Elemente in den Gottesdienst eingeführt, wie Trommeln, Klatschen und Tanzen. Charakteristisch ist für sie die weiße Soutane, in der ihre Anhänger Gottesdienste feiern.
Als Motto und Regel hat sich die Kirche vier Grundsätze zu eigen gemacht: Pfingstlich in der Kraft, biblisch fundiert, verkündigend im Dienst und ökumenisch im Auftreten. Ein besonderes Merkmal dieser Kirche ist das sogenannte Holy Mount Tabieorar (ausgesprochen: Taborah) Festival, das jährlich vom 10. bis 22. August als Retreat von tausenden Gläubigen begangen wird. Es wurde 1937 von Oshitelu eingesetzt.
Seit 1998 leitet Rufus Okikiola Ositelu die Kirche, als viertes Oberhaupt der C.L.(A).

## Ökumene
Die C.L.(A) legt großen Wert auf ökumenische Zusammenarbeit mit anderen Kirchen. Sie ist deswegen Mitglied in zahlreichen ökumenischen Organisationen.
Es sind dies unter anderem:
- Ökumenischer Rat der Kirchen (Weltkirchenrat)
- All Africa Conference of Churches (AACC)
- Churches Together in Britain and Ireland (BCC).
- 1996 leitete die C.L.(A) eine Konferenz afrikanischer Kirchen des Weltkirchenrats in ihrem Trainings Center in Ogere.
- Die C.L.(A) war 1999 Gründungsmitglied des internationalen Konvents christlicher Gemeinden-Rhein-Main.